# Windows Media Player 11
O Windows Media Player (WMP) é um programa reprodutor de mídia digital, como áudio e vídeo em computadores pessoais. O programa foi produzido pela Microsoft, está disponível gratuitamente para o sistema Microsoft Windows, além de outras plataformas, como Pocket PC, e Mac OS, mas estes tem menos recursos do que a versão oferecida para o Windows, além de menor frequência de lançamento de novas versões e suporte a uma quantidade menor a diversos tipos de arquivos.
Ele substituiu um antigo programa chamado apenas de Media Player, adicionando recursos além de uma simples reprodução de áudio. Estas incluem a habilidade de poder gravar músicas em um CD, sincronizar conteúdo com um leitor de áudio digital (MP3 player) e permitir aos usuários a compra de músicas de lojas de música online. Compete com outros programas freeware como o RealPlayer da RealNetworks, o Winamp da Nullsoft, o QuickTime e iTunes da Apple Inc..
O Windows Media Player vem acoplado ao sistema operacional Windows. Apesar disso, as versões mais novas do player necessitam também de versões mais novas do sistema operacional, como por exemplo a versão 11 do WMP que só funciona no Windows XP Service Pack 2 e no Windows Vista.

## Versões disponíveis
- Windows Media Player 11 no XP (v11.0.5721.5280).
- Windows Media Player 11 no Vista (v11.0.6002.18311).

## Windows Media Player 11
O Windows Media Player 11 é a 11º edição estável do tocador de mídia da Microsoft, que vêm incluso por padrão no Windows Vista e tem uma versão disponível para usuários (utilizadores) do Windows XP Service Pack 2 ou mais recentes como transferência (via download).
Sua primeira aparição ocorreu em Fevereiro de 2006, época quando o Windows Vista estava no estágio de desenvolvimento (beta 2), na compilação (build) 5308.
Ele foi disponibilizado oficialmente em 31 de Outubro de 2006 para os sistemas operacionais Windows Vista (incluso por padrão no mesmo) e Windows XP com Service Pack 2 ou mais recente.
Suas novidades é o novo gerenciador de bibiloteca, menor opções de visualização, novo desenho da interface, novo esquemas de cores (Preto com botões azuis para Windows XP) e (Transparente com botões pretos para Windows Vista), ícones seguindo os padrões visuais do Windows Vista, mais opções de formatos para cópia de faixas do CD para o computador. A versão americana do Windows Media Player pode acessar a loja virtual URGE para ter acesso ao conteúdo da MTV e mais duas provedores de mídia americanas.
Porém, com aumento da pirataria, a Microsoft preocupou-se com tal fato e desenvolveu uma tecnologia antipirataria, o WGA ou Windows Genuine Advantages (Em português: Vantagens do Windows Original). Somente os usuários (utilizadores) com uma versão devidamente legalizada do Windows XP podem instalá-lo em seu sistema.

## Principais Características
Quando o programa foi projetado, a empresa focou nas necessidades de uma gama de usuários, fazendo da nova versão do programa sofrer algumas modificações significativas para oferecer um visual mais simples na forma de navegar pelas músicas, vídeos e outras mídias digitais e ajudando a melhorar a experiência global.

### Simplicidade de design
Nesta categoria o programa é capaz de oferecer diversas ferramentas e informações para facilitar ainda mais o seu uso para os usuários finais, tais como:
- Racionalização e atalhos (Menus clássicos desabilitados por padrão, mas, podendo ainda ser acessados pelo potão direito do mouse em qualquer parte do player);
- Acesso rápido às configurações (Neste novo recurso se oferece acesso rápido às configurações mais comuns Player);
- Botões universais de voltar e avançar (Facilitando o processo de alterar de páginas);
- Controles de reprodução Revamped (Botão de repetição melhorado, shuffle, e as opções de tela cheia);
- Área de Status (Com apenas um clique se pode mudar para visualização em miniatura, arte do álbum ou equalizador).

### Músicas
O novo design permite que o usuário obtenha o máximo de biblioteca digital e se desfrute de soluções simples para gerenciar tudo.
Nesta categoria estão presentes as lojas online, possibilidade de ripar CDs, Instant Search, vista da arte do álbum entre outros.

### Entretenimento
Agora o programa oferece novas maneiras para armazenar e aproveitar a mídia digital além da música. É mais fácil do que nunca para se acessar todos os vídeos, fotos e programas de TV gravados no computador. Jogá-lo, vê-lo, organizá-lo na sincronização para um dispositivo portátil para visualização em qualquer lugar, ou compartilhar com dispositivos de sua casa, tudo de um só lugar.

### Novas ferramentas
Agora o usuário pode desfrutar de todas as novas e melhoradas ferramenta do player como: configuração de um dispositivo simplificado, sincronização de novos recursos, Going móvel, compartilhamento e criação de CDs personalizados.

## Versões lançadas do Windows Media Player
| Versão                                            | Lançamento original                                                 | Última build                                                     | Sistema operacional compatível                                                | Codename                    |
| Microsoft Windows                                 | Microsoft Windows                                                   | Microsoft Windows                                                | Microsoft Windows                                                             | Microsoft Windows           |
| ------------------------------------------------- | ------------------------------------------------------------------- | ---------------------------------------------------------------- | ----------------------------------------------------------------------------- | --------------------------- |
| Windows Media Player 12                           | 22 de Outubro de 2009                                               | 12.0.7601.17514                                                  | Windows Server 2008 R2 Windows 7                                              |                             |
| 'Windows Media Player 11'                         | 30 de Outubro de 2006                                               | 11.0.6002.18311 (Vista) 11.0.5721.5268 (XP)                      | Windows Server 2008 Windows Vista Windows XP SP2 & SP3 Windows XP x64 Edition | Aurora (Vista) Polaris (XP) |
| Windows Media Player 10                           | 12 de Outubro de 2004                                               | 10.00.00.4074                                                    | Windows Server 2003 SP2 Windows XP Windows XP x64 Edition                     | Crescent                    |
| Windows Media Player 9 Series                     | 27 de Janeiro de 2003                                               | 9.00.00.4507 (XP) 9.00.00.3364 (2000) 9.00.00.2991 (Server 2003) | Windows XP Windows Me Windows 2000 Windows 98 SE                              | Corona                      |
| Windows Media Player for Windows XP (Versão 8)    | 25 de Outubro de 2001                                               | 8.0.0.4477                                                       | Windows XP                                                                    |                             |
| Windows Media Player 7.1                          | 16 de Maio de 2001                                                  | 7.1                                                              | Windows Me Windows 2000 Windows 98                                            |                             |
| Windows Media Player 7.0                          | 17 de Julho de 2000 (2000 e 98) 14 de Setembro de 2000 (Me)         | 7.0                                                              | Windows Me Windows 2000 Windows 98 Windows NT 4.0 Windows 95                  |                             |
| Windows Media Player 6.4 (mplayer2 for XP e 2000) | 22 de Novembro de 1999                                              | 6.4.09.1130 (XP) 6.4.09.1129 (2000) 6.4.09.1125 (Server 2003)    | Windows XP Windows Me Windows 2000 Windows 98 Windows NT 4.0 Windows 95       |                             |
| Windows Media Player 6.1                          | 25 de Junho de 1998                                                 |                                                                  | Windows 98 Windows 95                                                         |                             |
| Windows CE/Windows Mobile                         |                                                                     |                                                                  |                                                                               |                             |
| Windows Media Player 10.3 Mobile                  | 12 de Fevereiro de 2007 (6)                                         |                                                                  | Windows Mobile 6.1 Windows Mobile 6 Windows Mobile 5                          |                             |
| Windows Media Player 10.2 Mobile                  |                                                                     |                                                                  | Windows Mobile 5.0                                                            |                             |
| Windows Media Player 10.1 Mobile                  | 10 de Maio de 2005                                                  |                                                                  | Windows Mobile 5.0                                                            |                             |
| Windows Media Player 10 Mobile                    | 12 de Outubro de 2004                                               |                                                                  | Windows Mobile 2003 SE                                                        |                             |
| Windows Media Player 9.0.1                        | 24 de Março de 2004                                                 |                                                                  | Windows Mobile 2003 SE                                                        |                             |
| Windows Media Player 9 Series                     | 23 de Junho de 2003                                                 |                                                                  | Windows Mobile 2003                                                           | Corona                      |
| Windows Media Player 8.5                          | 11 de Outubro de 2002                                               |                                                                  | Pocket PC 2002                                                                |                             |
| Windows Media Player 8.01                         | Julho de 2002                                                       |                                                                  | Pocket PC 2002                                                                |                             |
| Windows Media Player 8                            | 4 de Outubro de 2001 (Pocket PC) 5 de Dezembro de 2001 (Smartphone) |                                                                  | Pocket PC 2002 Smartphone 2002                                                |                             |
| Windows Media Player 7.1                          | 21 de Maio de 2001                                                  |                                                                  | Pocket PC 2000                                                                |                             |
| Windows Media Player 7                            | 12 de Dezembro de 2000                                              |                                                                  | Pocket PC 2000                                                                |                             |
| Windows Media Player 1.2                          | 7 de Setembro de 2000                                               |                                                                  | Handheld PC 2000                                                              |                             |
| Windows Media Player 1.1                          |                                                                     |                                                                  | Palm-size PC CE 2.11                                                          |                             |
| Windows Media Player                              | 19 de Abril de 2000                                                 |                                                                  | Pocket PC 2000                                                                |                             |
| Mac                                               |                                                                     |                                                                  |                                                                               |                             |
| Windows Media Player 9 Series                     | 7 de Novembro de 2003                                               |                                                                  | Mac OS X                                                                      | Corona                      |
| Windows Media Player 7                            | 24 de Julho de 2001                                                 | 7.0.1                                                            | Mac OS 9 Mac OS 8                                                             |                             |
| Windows Media Player 6.3                          | 17 de Julho de 2000                                                 |                                                                  | Mac OS 8 Mac OS 7                                                             |                             |
| Solaris                                           |                                                                     |                                                                  |                                                                               |                             |
| Windows Media Player 6.3                          | 17 de Julho de 2000                                                 |                                                                  | Solaris                                                                       |                             |

## Comunicado
A versão 11 foi elaborada para trabalhar com Windows XP (SP2 ou mais recente), mas já está incluso na intalação do Windows Vista, sendo assim, o usuário que estiver tendo problemas com o player no Vista pode usar a versão disponível para download para reparar a instalação do mesmo.

## Ligação Externa
- Página oficial no Brasil